# Crucchi Gang
Crucchi Gang ist ein Bandprojekt des deutschen Sängers Francesco Wilking (Die Höchste Eisenbahn). Die Band spielt mit wechselnden Mitgliedern deutsche Pop-Songs, deren Texte vom Deutschen ins Italienische übersetzt wurden.
Das Wort crucchi (Aussprache /ˈkruk.ki/) gilt als abwertende Bezeichnung der Italiener für Deutsche und Südtiroler, der Bandname erinnert zudem an das Lied Gucci Gang von Lil Pump.

## Bandgeschichte

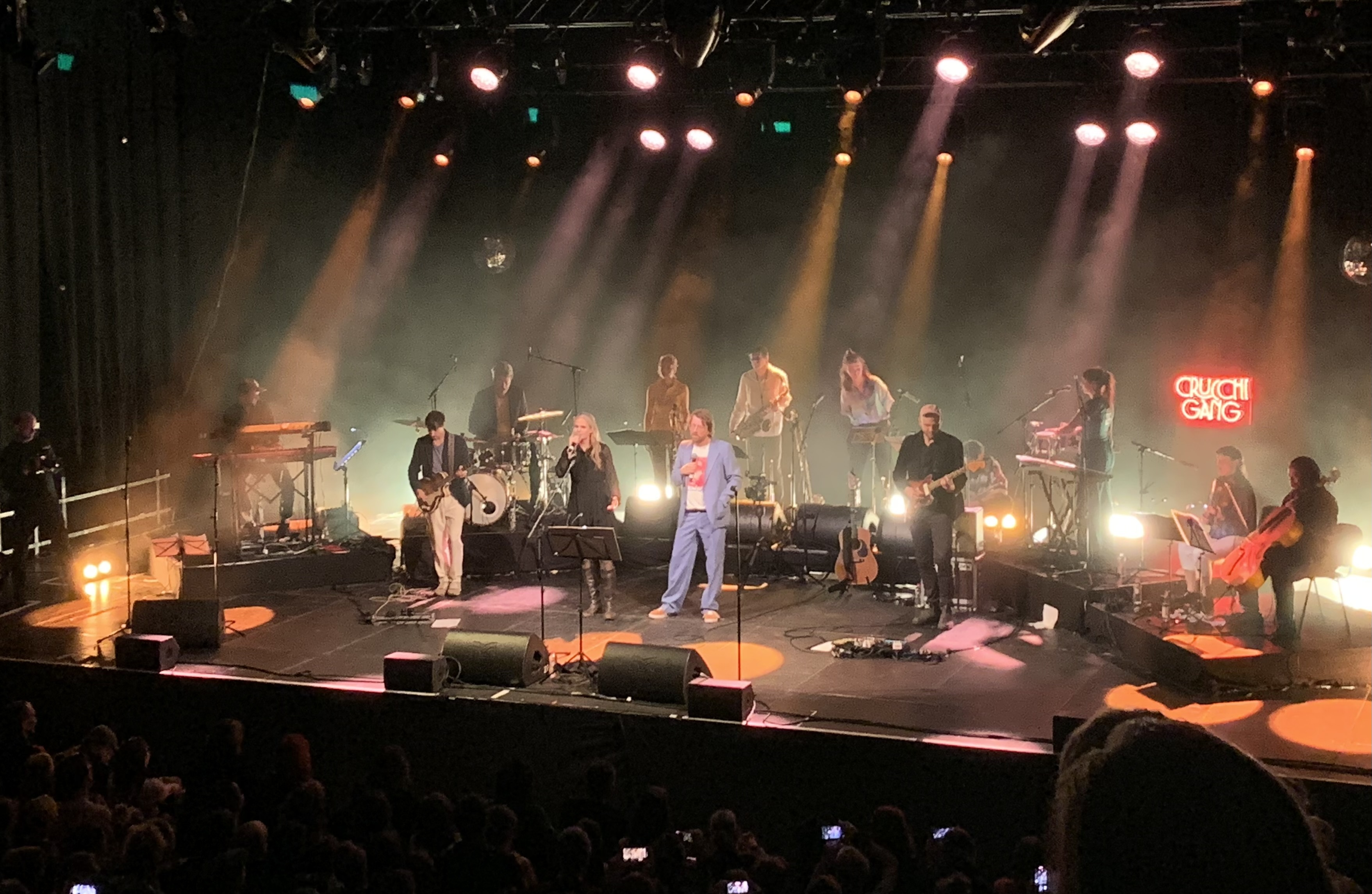
Die Crucchi Gang in der Berliner Columbiahalle, 2023

Wilking initiierte 2020 zusammen mit der Musikmanagerin Charlotte Goltermann und ihrem Ehemann Sven Regener das Album Crucchi Gang, das das Fundament für die Entstehung des Bandprojekts schuf. Deutsche Rockmusiker, u. a. Von Wegen Lisbeth, Clueso und Thees Uhlmann, spielten gemeinsam mit Wilking überwiegend eigene Songs, nur eben auf Italienisch. Die Texte übersetzte Wilking, der mit dem Song Il Mio Bungalow (Original Bungalow von Bilderbuch) vertreten ist. Später wurde von ihm noch Solo una parola (Original Nur ein Wort von Wir sind Helden) zusammen mit Malika Ayane veröffentlicht.
Im Sommer 2023 erschien das zweite Album Fellini u. a. unter der Beteiligung von Tocotronic, Die Höchste Eisenbahn, Jeremias und Antje Schomaker, wobei Wilking italienische Interpretationen der bekannten Songs Goldener Reiter (Cavaliere d’argento) und Gute Nacht, Freunde (Buonanotte amici) einspielte, wofür Reinhard Mey eigens seine Einwilligung gab.

## Diskografie
Alben und EPs
- 2020: Crucchi Gang
- 2023: Fellini

Singles
- 2020: Vieni qui mit Faber
- 2020: Al mio locale mit Von Wegen Lisbeth
- 2020: Solo una parola mit Francesco Wilking und Malika Ayane
- 2022: Cavaliere d’argento mit Francesco Wilking und Marlene Schuen
- 2023: Mi piace mit Jeremias
- 2023: Buonanotte amici mit Francesco Wilking
- 2023: L'altra metà mit Tristan Brusch
- 2024: Mille Rose mit Sven Regener
- 2025: Emanuela (Giu Le Mani) mit Fettes Brot
- 2025: Filosofo mit Dilla